# Serdang Wetan
Serdang Wetan is een bestuurslaag in het regentschap Tangerang van de provincie Banten, Indonesië. Serdang Wetan telt 13.629 inwoners (volkstelling 2010).